# Teso (huyện)
Huyện Teso là một huyện thuộc tỉnh Western ở Kenya. Theo điều tra dân số ngày 24 tháng 8 năm 1999, huyện này có dân số 181491 người. Huyện Teso có diện tích 559 km². Huyện lỵ đóng tại Amagoro.